# Fynbos

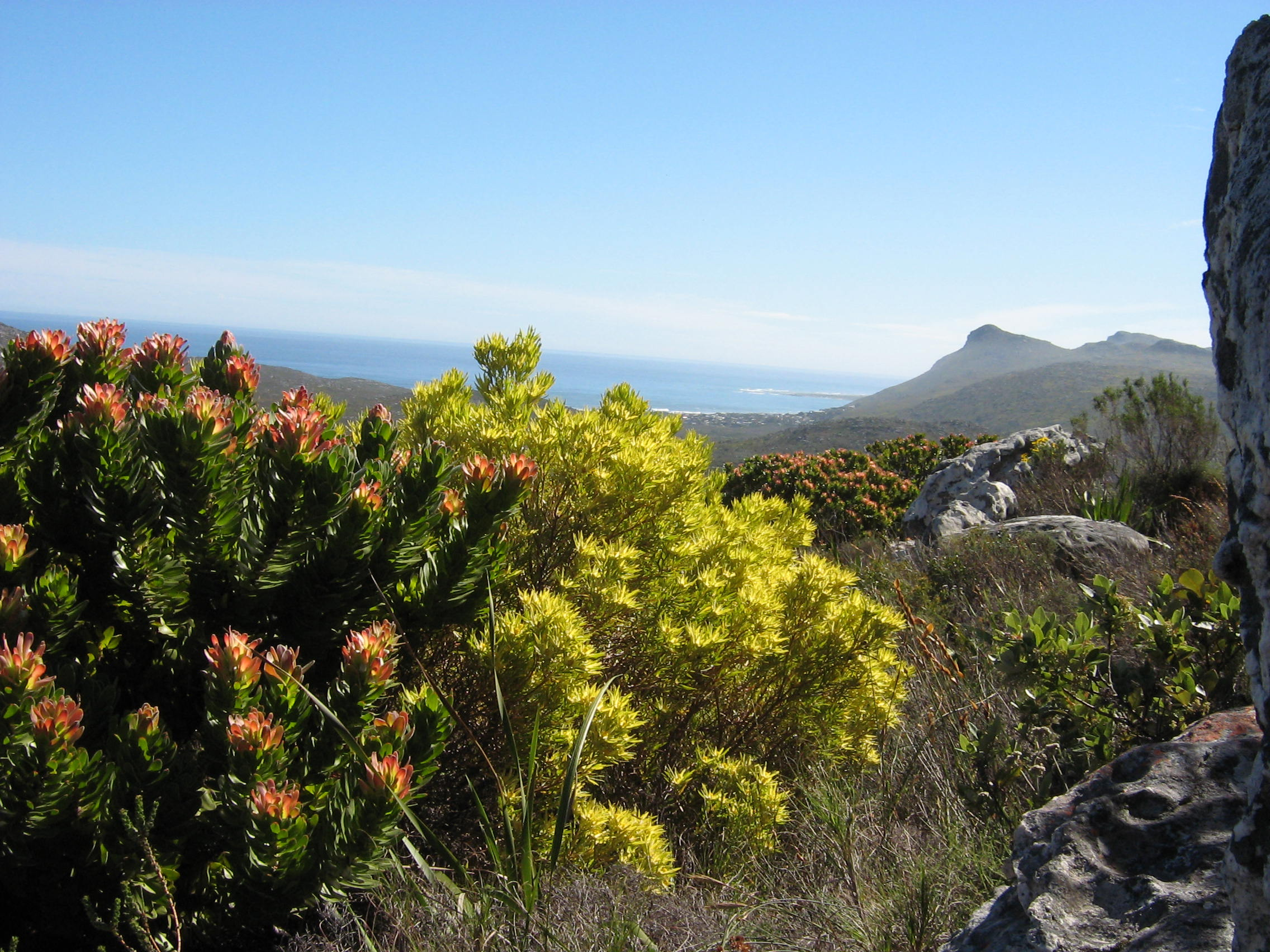
Fynbos montan în Peninsula Cape
360 de grade cu fynbos în secțiunea Groot Winterhoek din Cape Fold Mountains, la aproximativ 18 luni după un incendiu. Plantele noi pot fi văzute în diferite etape de creștere în urma incendiului. Se poate vedea clar și solul alb, nefertil, în care fynbosul tinde să crească.

Fynbos ( /ˈfeɪnbɒs/ ; af [ˈfɛi̯nbos], însemnând plante cu frunze fine, reprezintă și denominarea landelor situate în Western Cape și Eastern Cape, provincii din Africa de Sud.

## Geografie

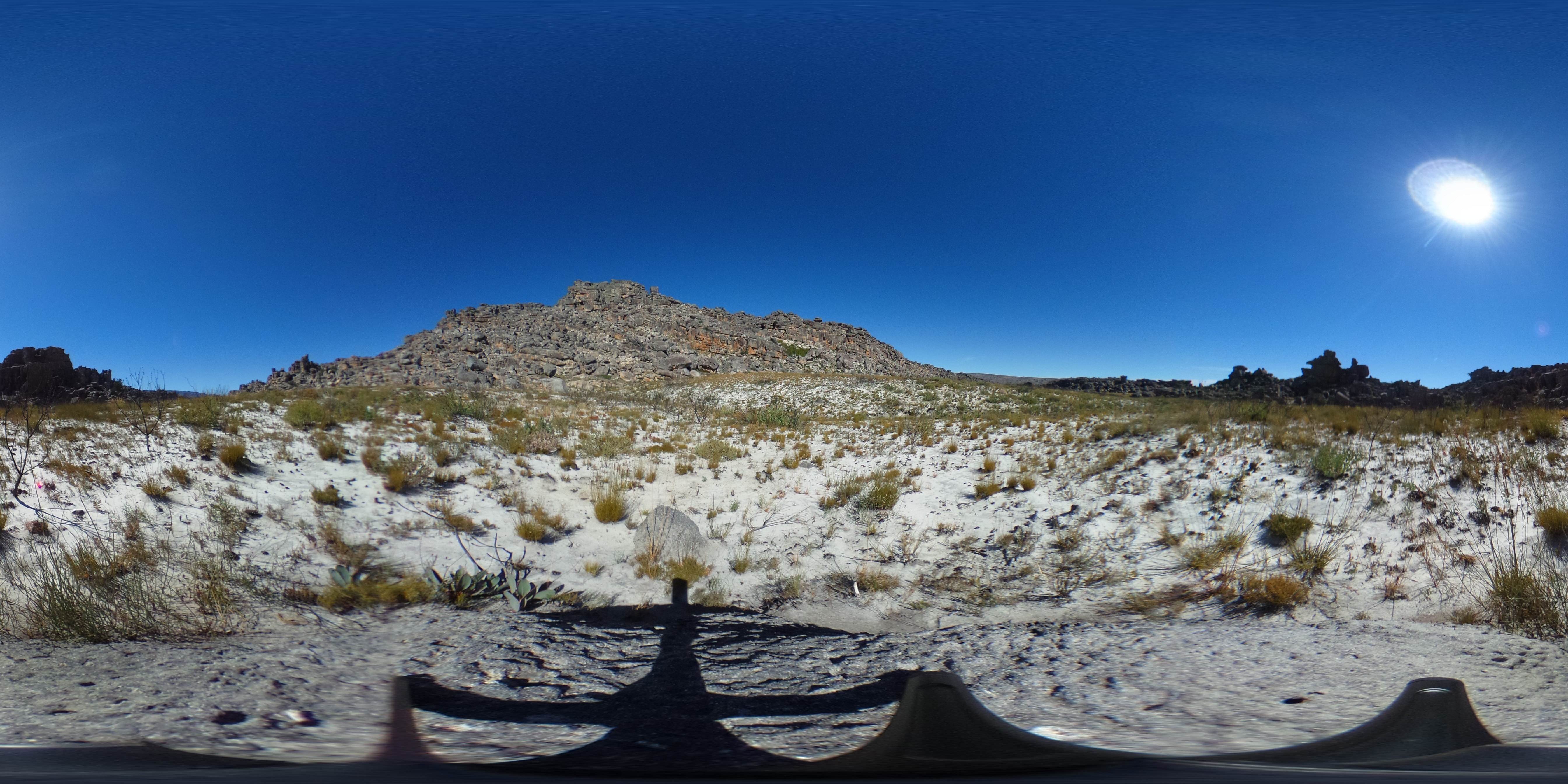
O fotografie noctură din zona

Această zonă are predominant ploi de iarnă în zone de coastă și muntoase, cu un climat mediteranean. În  biogeografie, fynbosul este cunoscut pentru gradul său excepțional de biodiversitate și endemism, constând în aproximativ 80% (8.500 fynbos) specii din speciile florale ale Peninsulei Cape, unde aproape 6.000 dintre ele sunt endemice. Acest teren s-a confruntat și se confruntă cu amenințări severe, dar datorită numeroaselor utilizări economice se fac eforturi de conservare pentru a ajuta la restaurarea acestuia. 

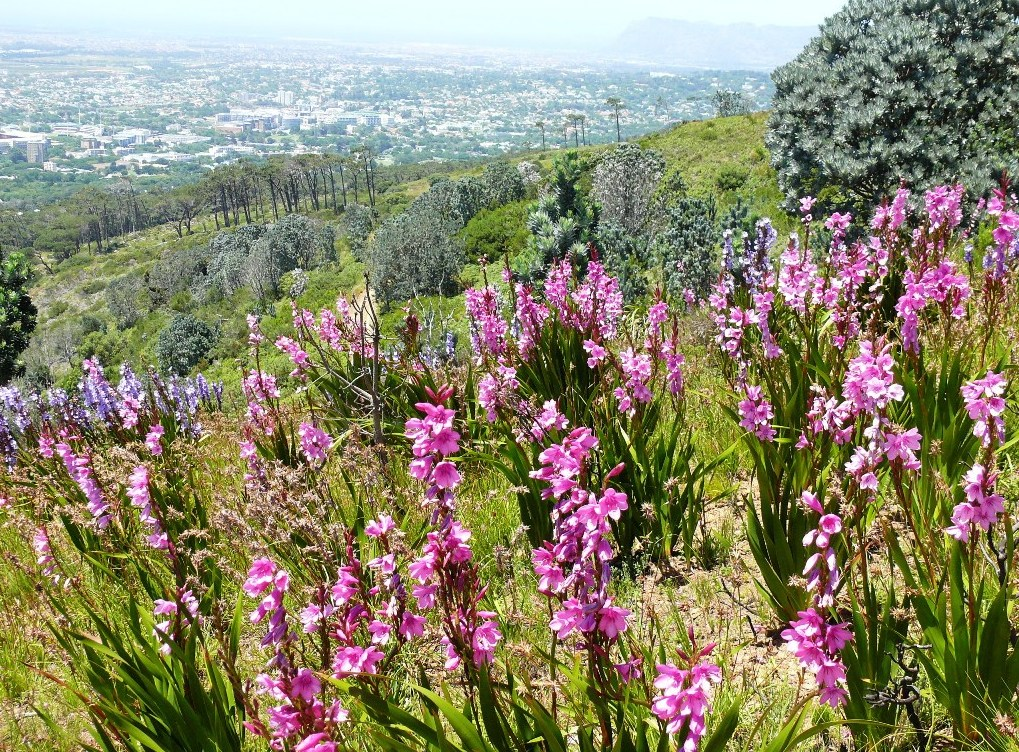
Peninsula Shale Fynbos, flora de pe Devils Peak, Cape Town.

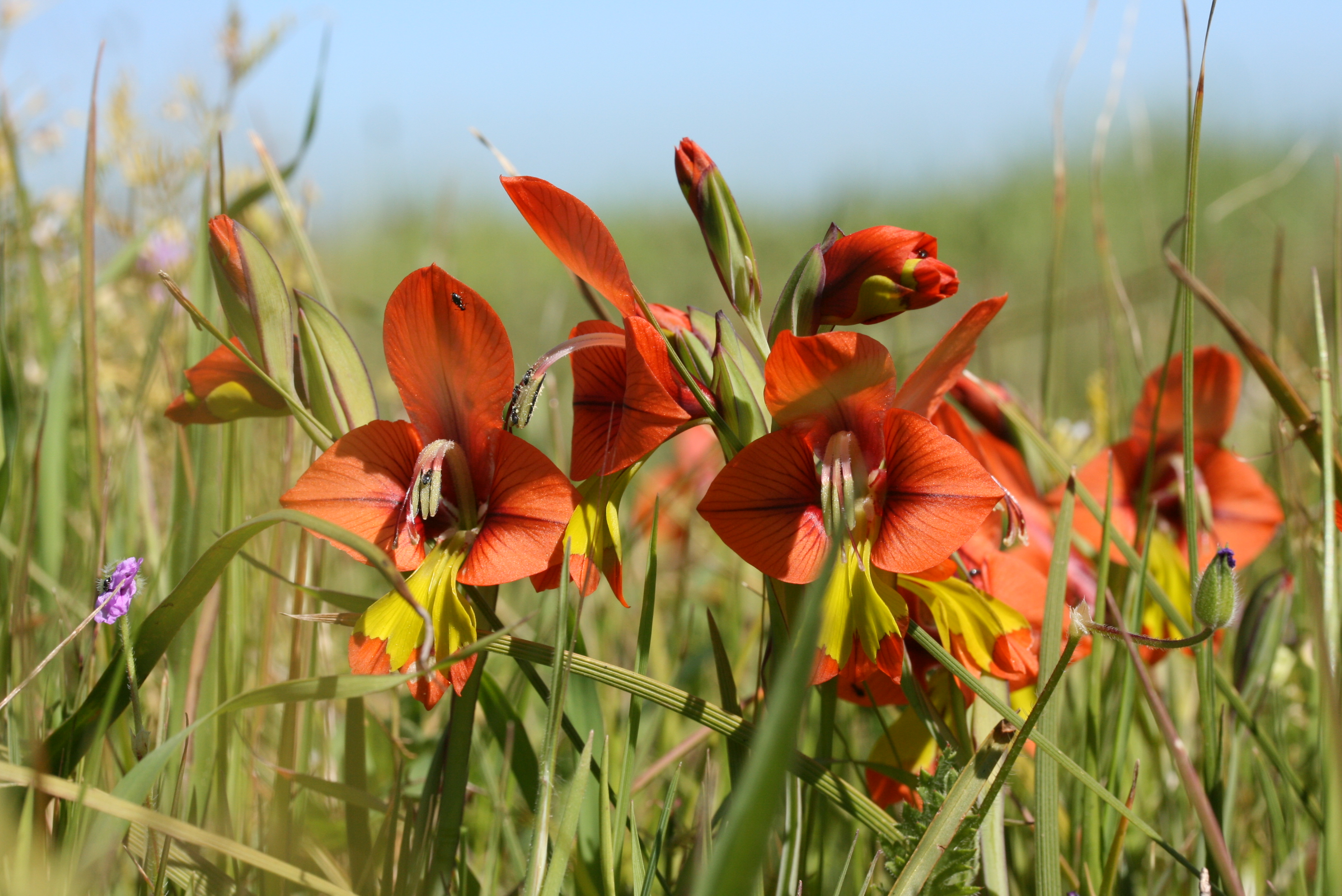
Flori de Gladiolus alatus flori în Peninsula Cape.